# ظرفیت (زبان‌شناسی)
ظرفیت (به انگلیسی: valency یا valence) در زبان‌شناسی به‌معنی تعداد شناسه (موضوع)هایی است که توسط یک گزاره کنترل می‌شود. معمول‌ترین گزاره‌ها، فعل‌های محتوایی هستند. مفهوم ظرفیت با مفاهیم زیرطبقه‌بندی و گذرایی مرتبط است، اگرچه با آن‌ها یکسان نیست، این مفاهیم تنها شناسه‌های مفعول را می‌شمارند، درحالیکه ظرفیت همهٔ شناسه‌ها را، از جمله نهاد را، می‌شمارد. مفهوم ظرفیت در زبان‌شناسی از تعریف ظرفیت شیمیایی در علم شیمی گرفته شده‌است. استعاره ظرفیت اولین بار در زبان‌شناسی در مقاله چارلز سندرز پیرس به نام «منطق روابط (The Logic of Relatives)» در سال ۱۸۹۷ پدیدار شد، و سپس چند دهه بعد، در کارهای تعدادی از زبان‌شناسان در اواخر دهه ۱۹۴۰ و ۱۹۵۰ بروز کرد. معمولاً لوسی‌ین تنی‌یر را مسئول ایجاد مفهوم ظرفیت در زبان‌شناسی می‌دانند. متصدی اصلی دربارهٔ ظرفیت افعال انگلیسی آلرتون (۱۹۸۲) است، او یک تفاوت مهم بین ظرفیت معنایی و نحوی قائل بود.
بر اساس نظریه ظرفیت، هر فعل دارای «ظرفیت» مشخصی است که تعداد «متمم‌های اجباری» یا «مشارکت‌کنندگان» (arguments) لازم برای ساخت یک جمله دستوری را تعیین می‌کند.
افعال یک‌ظرفیتی (Monovalent): این افعال تنها به یک متمم اجباری (فاعل) نیاز دارند و معادل افعال لازم هستند.
افعال دوظرفیتی (Divalent): این افعال به دو متمم اجباری (فاعل + مفعول مستقیم یا فاعل + متمم) نیاز دارند.
افعال سه‌ظرفیتی (Trivalent): این دسته از افعال، که موضوع اصلی این گزارش را تشکیل می‌دهند، به سه متمم اجباری نیاز دارند: یک فاعل و دو عنصر دیگر که معمولاً در نقش مفعول ظاهر می‌شوند. این مفهوم، پایه نظری درک افعال دومفعولی است.   
گذار از چارچوب سنتی «لازم و گذرا» به نظریه «ظرفیت فعل» نشان‌دهنده تحول در تحلیل‌های زبان‌شناختی است. در حالی که دستور سنتی به سادگی فعل را بر اساس نیاز به مفعول دسته‌بندی می‌کند، نظریه ظرفیت با شمارش دقیق تمام مشارکت‌کنندگان اجباری، توصیف دقیق‌تری از قاب نحوی (syntactic frame) فعل ارائه می‌دهد. بنابراین، یک فعل دومفعولی در چارچوب سنتی نوعی فعل «گذرا» و در چارچوب نظری، یک فعل «سه‌ظرفیتی» محسوب می‌شود.